# Seine-Maritime
Seine-Maritime je francouzský departement ležící v regionu Normandie. Před rokem 1955 se nazýval Seine-Inférieure. Nachází se na severu Francie na pobřeží Lamanšského průlivu, do něhož ústí řeka Seina. Hlavní město je Rouen.

## Významná sídla

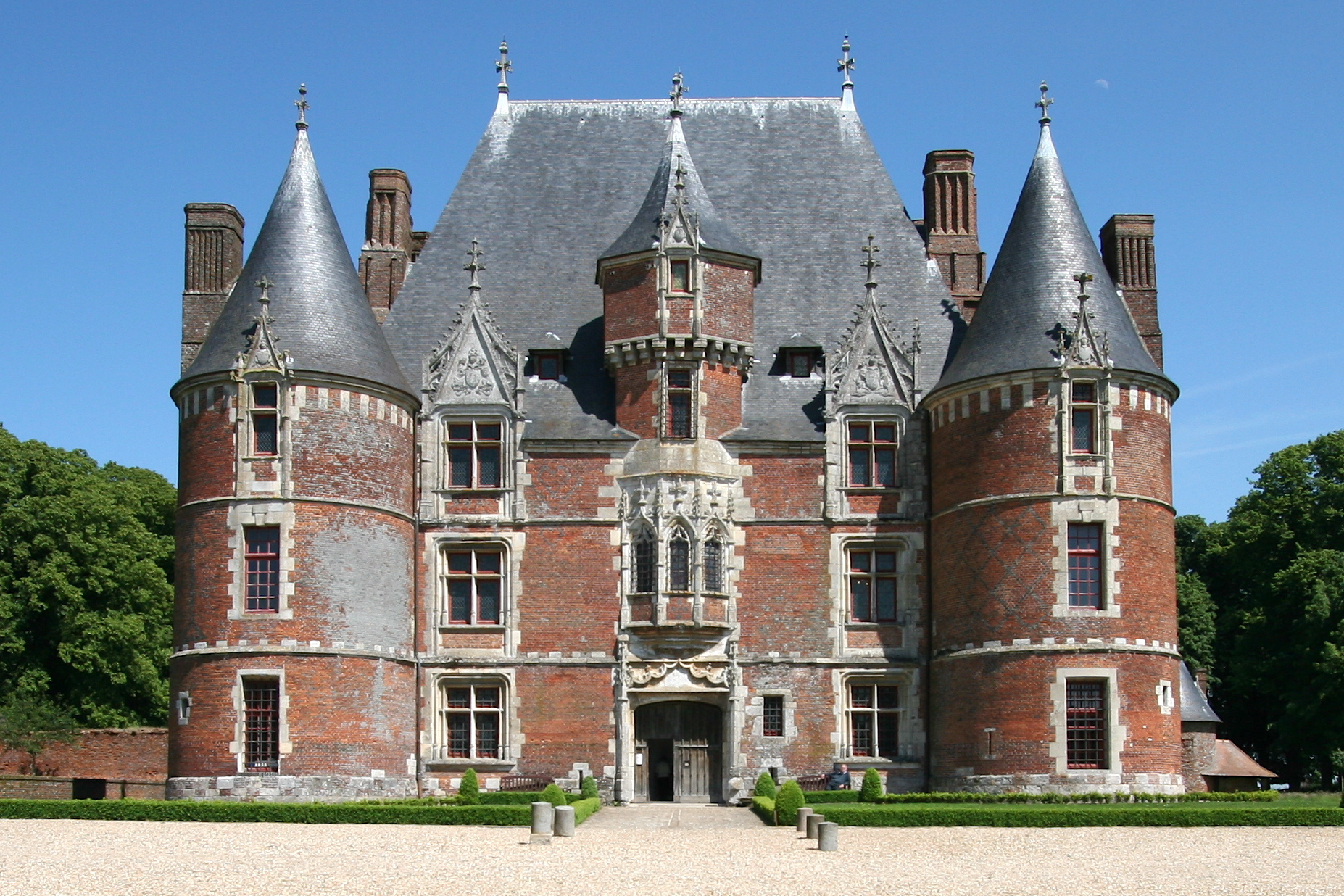
Zámek Martainville

- Rouen
- Dieppe
- Le Havre
- Fécamp
- Elbeuf
- Yvetot
- Étretat